# Euclydes Barbosa
Euclydes Barbosa meglio conosciuto come Jaú (San Paolo, 7 dicembre 1909 – 26 febbraio 1988) è stato un calciatore brasiliano.

## Carriera
In carriera, Jaú ha giocato per svariati club brasiliani tra cui il Corinthians, il Vasco da Gama e il Santos. Ha giocato per la Nazionale brasiliana al Campionato mondiale di calcio 1938.

## Palmarès

### Club
- Campionato paulista: 1

Corinthians: 1937